# Pardosa oksalai
Pardosa oksalai este o specie de păianjeni din genul Pardosa, familia Lycosidae, descrisă de Marusik, Hippa și Koponen, 1996. Conform Catalogue of Life specia Pardosa oksalai nu are subspecii cunoscute.